# Orígens del poblament prehistòric a les illes Balears
En la recerca dels orígens del poblament prehistòric a les illes Balears, durant algunes dècades es va mantenir una visió de la primera presència humana a les illes que es basava en 2 pilars bàsics:
1. La primera ocupació humana de les illes l'havien protagonitzat grups humans amb economies no productores, és a dir, de caçadors recol·lectors. Això es datava a principi del V mil·lenni aC com a molt proper. Aquesta ocupació l'haurien duit a terme pobles amb una cultura epipaleolítica.
2. A partir de restes de cranis de Myotragus balearicus amb cornamenta tallada artificialment i d'acumulacions de copròlits del mateix animal en assentaments humans datats cap al V mil·lenni aC, es va plantejar la hipòtesi que els primers humans que van arribar a l'illa, a més de caçar aquesta espècie, haguessin assajat pautes per domesticar-la.

Ara, ambdós pilars han demostrat que manquen de base empírica.
Malgrat que s'han detectat episodis seguits de foc forestal amb datacions molt antigues (tot i que controvertides), els indicis assenyalaven una presència humana a l'illa de Mallorca en algun moment imprecís entre el V mil·lenni i el final del IV aC.
En els abrics estudiats, semblava que es donaven indicis d'activitat humana anteriors al desenvolupament de la metal·lúrgia a les illes o, el que és equivalent, una ocupació neolítica.
De tota manera, en datacions més calibrades i contrastades, les primeres restes humanes s'han datat en l'interval 2880-2620 aC, tot i que no es pot descartar que siguin més antigues.
Amb tot, i donat l'estat inicial en què es troben les investigacions d'aquest període, ara es pensa que abans del 3000 aC sols es podria haver donat una fase de freqüentació precolonial, sense assentaments estables (i per tant sense domesticacions).
En aquests moments (2004), el debat científic se centra en l'aprofundiment en els coneixements dels processos de descobriment, exploració, freqüentació i colonització de les illes abans que els primers grups humans que les van poblar comencessin a generar les primeres necròpolis entre 2900 aC i 2600 aC.
Això porta a indagar igualment els motius pels quals les Balears constitueixen els únics territoris insulars on no es detecta una ocupació equivalent a la que correspon a les cultures veïnes continentals: les illes Balears constitueixen una excepció en el context de la Mediterrània central.
Un estudi publicat el 2020, amb mostres d'individus de la Cova del Moro de Mallorca, de la cova 127 de Formentera i de la Naveta dels Tudons de Menorca, conclogué que els habitants de les Balears de l'edat del bronze havien arribat de la península Ibèrica procedents de les estepes eurasiàtiques. Això connectaria aquests pobladors amb els de la península i també els de Sicília, però no amb els de Sardenya, amb els quals no hi ha connexió genètica.